# Altocumulus castellanus
L'altocumulus castellanus (Ac cas) és un núvol de la família de tipus B. Són núvols semblants a projeccions de torres que creixen des de la base del núvol. Aquesta base és a uns dos mil metres de distància del terra i arriba a una alçada d'uns sis mil metres.
Els núvols de tipus castellanus són un avís d'inestabilitat a una alçada mitjana de l'atmosfera. Solen ser presagi de mal temps, a causa de la convecció que es produeix a la seva superfície, podent fer que aquesta connecti amb les capes inestables de la part mitjana de la troposfera, amb la possibilitat que el següent pas del seu desenvolupament els porti a convertir-se en cumulonimbe i fortes tempestes elèctriques.
Els núvols del típus altocumulus castellanus avisen de fortes turbulències als vols aeronàutics.